# Kwanthai Sithmorseng
Kwanthai Sithmorseng (* 18. August 1984 in Trang, Thailand) ist ein ehemaliger thailändischer Boxer im Strohgewicht. 

## Profikarriere
Im Jahre 2005 begann er seine Profikarriere. Am 5. November 2010 boxte er gegen Pigmy Kokietgym um den Weltmeistertitel des Verbandes WBA und gewann nach Punkten. Diesen Gürtel verlor er allerdings bereits in seiner ersten Titelverteidigung im April des darauf folgenden Jahres an Muhammad Rachman.